# David Mamutović
David Mamutović (* 5. Dezember 2000) ist ein deutsch-serbischer Fußballspieler.

## Karriere
Nach seinen Anfängen in der Jugend der SG Unterrath und von Bayer 04 Leverkusen, für die er fünf Spiele in der B-Junioren-Bundesliga bestritt, wechselte er im Sommer 2017 in die Jugendabteilung des SV Bergisch Gladbach 09. Im Sommer 2019 wurde er in den Kader der ersten Mannschaft, die gerade in die Regionalliga West aufgestiegen war, aufgenommen. Nach zwei Spielzeiten und drei Toren in 46 Ligaspielen wechselte er im Sommer 2021 ligaintern zu Rot Weiss Ahlen. Bereits zur nächsten Spielzeit erfolgte sein Wechsel zur zweiten Mannschaft des 1. FSV Mainz 05 in die Regionalliga Südwest. Kurz nachdem er bei seinem Verein seinen ersten Profivertrag unterzeichnet hatte, kam er dort auch zu seinem ersten Profieinsatz in der Bundesliga, als er am 16. Dezember 2023, dem 15. Spieltag, bei der 0:1-Heimniederlage gegen den 1. FC Heidenheim in der 86. Spielminute für Danny da Costa eingewechselt wurde. Im Sommer 2025 wechselte er zum SV Sandhausen.